# Ту-134
„Туполев Ту-134“, наричан накратко „Ту-134“, (условното наименование на НАТО: Crusty – „Дерзкий“, на български „дързък“) е съветски пътнически самолет за средни и къси разстояния. Разработен в началото на 60-те години на XX век в КБ Туполев, влязъл в серийно производство през 1966 година и произвеждан до 1984 година в Харковския авиационен завод. Той е един от най-разпространените самолети, разработвани в Съветския съюз. Общо са построени 852 машини. Първият полет е извършен на 29 юли 1963 година, а редовната му работа в авиолиниите започва от септември 1967 година. Ту-134 е използван и в страните от бившия соцлагер.

## История
В началото на 60-те години на XX век основният летателен парк за самолети за къси разстояния в СССР и другите бивши социалистически страни бил съставен предимно от витловите Ил-14, които побирали не повече от 36 пътници. В това време гражданската авиация навлязла в реактивната епоха. Първият реактивен самолет в СССР бил Ту-104, използван предимно за полети на дълги разстояния и за по-натоварените вътрешни линии, докато по останалите маршрути се използвали морално остарели самолети. Повишила се нуждата от самолети с далечина на полета над 2000 км и крайцерска скорост 800 – 900 км/ч, за не по-малко от 40 пътници, които да се използват и на къси разстояния.
През 1960 година генералният секретар на ЦК на КПСС Никита Хрушчов имал гост – президента на Франция, който пристигнал с новия реактивен самолет „Каравел“. Хрушчов поръчал на Туполев да направят аналог на „Каравел“.
Първият Ту-134 не бил проектиран като напълно нов самолет, тъй като в конструкторското бюро имали идея да модернизират Ту-124. Конструкторите удължили корпуса на машината, преместили двигателите от крилото в опашната част, заменили хоризонталните стабилизатори с Т-образни. Проектът бил разработван под наименованието Ту-124А през 1961 година. Първите два опитни екземпляра (б/н СССР-45075, −45076) били готови през 1963 година. През юли същата година самолетът за първи път се издигнал в небето.

## Изпитания
Полетните и сертификационните изпитания започнали през пролетта на 1963 година. През 1965 година самолетът получил наименованието Ту-134. Тогава било прекратено производството на Ту-124. Серийното производство на новия Ту-134 започнало през 1966 година. Ту-134 се произвеждал в Харковския авиационен завод в продължение на 18 години (от 1966 до 1984 година).
Самолетът бил разработен за къси и средни разстояния, на които летят малко на брой пътници. Първоначално се предвиждало да бъде произвеждан серийно с 56 места (50 в салон с две класи). От първата серия, която била предназначена за линиите в СССР, поръчката била отказана и било решено броят на местата в салона да бъде увеличен на 72.
През 1965 година били произведени 9 предсерийни самолета (б/н СССР-65600 … −65608) за полетните изпитания. На тези самолети нямало реверс (обратна тяга на двигателите) и поради това необходимата дължина на пистата за кацане била прекалено голяма по тогавашните стандарти. КБ Туполев имало идея да се използват спирачни парашути като при Ту-104. Тази идея отпаднала, а междувременно започнало производството на двигатели с реверс (от 70-те години на XX век). Първите произведени модели, част от които внесени и в България за БГА „Балкан“, не разполагали с реверсивни двигатели, а ролята на въздушната спирачка играел метален щит под фюзелажа (корпуса) на самолета. Щитът се спускал със самостоятелно управляем хидравличен механизъм, след поставянето на задкрилките в максималното отклонение от 40 градуса. Това налагало заходите да се изпълняват при необичайно високи обороти на двигателите, тъй като щитът създавал силно допълнително съпротивление. Тази техника на конфигуриране при заходите и кацане по-късно е използвана при BAe-146.

## Начало на експлоатацията и по-нататъшната модернизация
Първите серийни самолети били предадени на „Аэрофлот“ през 1966 година. През септември 1967 година бил извършен първия търговски пътнически полет по линията Москва – Сочи. Първите три години Ту-134 бил използван за международните линии, а през лятото на 1969 година започнало редовното обслужване на вътрешните линии Москва – Ленинград и Москва – Киев.
През 1970 година била разработена модификацията Ту-134А. Самолетът бил удължен с половин метър, двигателите разполагали с реверс, премахнат бил спирачният щит, а местата в салона били увеличени до 76. В резултат максималната далечина на полета от 3100 км се съкратила на 2770 км, а с максимален товар дори на 2100 км. На самолетите за износ не се предвиждало да работи щурман заради поставената система за навигация РЛС.
В началото на 1972 година по-голямата част от международните линии на „Аэрофлот“ се обслужвали с Ту-134, като от вътрешните линии този самолет бил използван постоянно по 12 линии от Москва до Баку, Ереван, Киев, Кишинев, Краснодар, Ленинград, Омск, Рига и Сочи. На 18 май 1972 година около Харков се разбива Ан-10. В катастрофата загиват 116 души и полетите с този тип самолети незабавно са прекратени. През 1973 година заради явна грешка в конструкцията, употребата на Ан-10 е прекратена напълно. На много от руските летища започнало мащабно преоборудване на полосите за Ту-134.
През 1980 година започнало производството на самолетите Ту-134Б. В тази модификация постът на щурмана е премахнат окончателно, в салона вече има място за 96 пътници. Излетната маса достига 47 тона. Започва разработването на Ту-134Д с увеличена мощност на двигателите (до 8400 кгс), но скоро работата по този проект е прекратена.

## Конструкция
Ту-134 е изпълнен в схема двумоторен целометалически нископлан със стреловидно крило (ъгъл на стреловидност – 35°). Крилен механизъм – еднокилови задкрилки, елерони и въздушни спирачки (интерцептори; спойлери); без предкрилки. Площта на крилата е 127,3 m2. Фюзелажът е заимстван от Ту-124, но е удължен със 7 метра. Оперението е Т-образно. Шаси – прибиращо се, триопорно. Предната опора се прибира под пилотската кабина, а останалите две – в специални кухини в крилата. Основните стойки имат две оси.
Особеност на самолета са остъкленият нос (в първоначалните модификации), където се е намирал щурманът, както и спирачният щит (отпаднал след поставянето на реверсивни двигатели).

## Двигател
Газотурбинните двигатели са поставени в опашната част на корпуса, под 4 градуса разлика навътре спрямо оста на самолета. Серийно на Ту-134 са били поставяни турбореактивни двуконтурни двигатели Соловьов – Д-30 (ПС-30). Двигателите са изпълнени по двувалова система, състоят се от компресор, разпределителна кутия на агрегата, горивна камера, турбина и изходно устройство с реверс (първата модификация лети с двигатели Д-20П-125). Стартирането на двигателите се осъществява от въздушен стартер, системата на възпламеняване е електронна, а омаслителната система на двигателите използва минерални и синтетични масла.

## Експлоатация
Самолетите от семейството на Ту-134 се произвеждат в град Харков в периода 1966 – 1984 година. Общо за 18 години са били конструирани 853 самолета. При спиране на производството Ту-134 е на второ място по брой произведени съветски пътнически самолети (отстъпва само на Як-40) и е най-масовият самолет в СССР за средни разстояния.
За дългите години на експлоатация Ту-134 е показал своята надеждност и икономичност, отговарящи на изискванията на неговото време. По показателя за благонадеждност той е почти безотказен. До неговото създаване не е имало самолет, който да може да излита при сила на насрещния и страничния вятър от 20 метра в секунда. В условията на СССР повечето летища имали по една писта (т.е. не било възможно използването на „удобна“ спрямо вятъра писта).
След като ИКАО утвърждава Глава 3, решение 16 от 2002 г., с което се въвеждат ограничения на шумовите норми в страните от ЕС, полетите на Ту-134 по тези маршрути са прекратени, което налага машините да летят само за вътрешните полети в Русия и останалите страни от ОНД. След катастрофата на Ту-134, експлоатиран от „Курумоч“, през март 2007 година е обявено, че през 2015 година употребата на тези самолети ще бъде изцяло прекратена.
До началото на 1990 година паркът от Ту-134 (само в СССР) е превозил повече от 500 млн. пътници. До началото на 2006 година в света се експлоатират 245 самолета от този вид, като само в Русия машините са 162. През 2007 година числото на Ту-134 в Русия е съкратено до 146, а през 2008 година – до 117. През 2009 г. работят едва 100 машини. Ту-134 се заменя с Boeing 737, Airbus A319, Ан-148. Като замяна на последните бракувани бройки се предвижда да се използва проектът SSJ. В България самолетът е наличен в авиокомпания Балкан от 1971 до 1992 г., като от 1986 г. повечето самолети от този модел са заменени от новия Ту-154, който масово навлиза същата година за експлоатация. През 1992 г., Ту-134 окончателно е спрян и изведен от експлоатация от авиокомпания Балкан.

## Модификации

### Ту-134 (1966 – 1970)
Базовата модификация е с остъклен нос. Самолетите от първата серия превозват 64 пътници, а по-късно – 72 пътници. На първия Ту-134 били поставени двигатели Д-20П-125 (2 х 5800 кгс). Първоначално се срещал под името Ту-124А. През 1969 г. е бил представен на авиосалона в Бурже. Общо от първата серия са произведени 80 самолета, като 2 от тях са опитни 1963 година, а 9 – предсерийни 1964 – 1965 година.
Тази модификация не разполага с реверс и спирането след кацане се осъществява с помощта на въздушен щит, разположен под корпуса на самолета.

### Ту-134А (1970 – 1980)
Първата серийна модификация. Самолетът бил произвеждан от април 1970 година до 1980 година. На Ту-134А били сложени подобрените двигатели Д-30 втора серия, с намален разход на гориво и с реверс. Корпусът на самолета е удължен с 2,1 метра, броят на пътническите места е увеличен.
- Ту-134А-2 – самолет с плътен, метален нос.
- Ту-134А-3 – втора серия с усъвършенставани двигатели Соловьов Д-30 трета серия.
- Ту-134АК – самолет със салон с първа класа с 24 места и салон „лукс“ с 13 места. Отличавал се с наличието на втора врата за качване/слизане на пътниците. Част от самолетите са преоборудвани за свръзка. Произвеждали се основно за нуждите на ВВС.

### Ту-134Б (1980 – 1984)
Модернизиран Ту-134А-3. Серийно произвеждан от март 1980 година. Местата били увеличени до 80. В носа била поставена РЛС „Гроза-134“. Някои модели Б имат увеличен запас от гориво.
- Ту-134Б-3 – увеличен брой пътници – до 96; двигатели Д-30 трета серия.
- Ту-134БВ – модификация за доставка на апарати на голяма височина и пуск в Космоса.

### Други
- Ту-134ЛК – летяща лаборатория за подготовка на космонавти.
- Ту-134М – проект за модернизиране на Ту-134Б. На самолета се предвиждало поставянето на двигатели Д-436Т1-134 и ново оборудване. Разработван е през 1993 година.
- Ту-134С – проект за товарен самолет на базата на Ту-134А.
- Ту-134СХ – самолет за работа в селското стопанство.
- Ту-134УБЛ – тренажор за пилоти на авиацията на военноморския флот и стратегическите бомбардировачи. Самолетът се отличава с особения нос, приличащ на този на бомбардировачите Ту-22М и Ту-160.
- Ту-134УБЛ-Ш – тренажор за щурмани на авиацията на военноморския флот и стратегическите бомбардировачи. От Ту-134УБЛ се отличава с допълнителното място за щурман в носовата част и прицелно-навигационния комплекс НК-45 (поставен и на Ту-22М3), както и с двата бомбодържателя МБД-3-У9 в долната част на корпуса.
- Ту-134Ш (Ту-134УЧ) – самолет за тренировка на щурмани от авиацията на военноморския флот и стратегическите бомбардировачи. В пътническата част има допълнителни 12 работни места. В носовата част има радиолокационна система „Рубин-1“ или „Инициатива“. Познат е под варианта – Ту-134Ш-1 (за групово обучение на пилоти и пускане на бомби със самолети Ту-22 и Ту-22М), както и Ту-134Ш-2 (за подготовка на щурмани от фронтовата авиация).
- Ту-134Ш-СЛ – летяща лаборатория за изпитания на радиолокационно оборудване.

## Летателно-технически характеристики
| Габарити                 |          |          |          |
| Дължина                  | 37,1 m   | 37,1 m   | 37,1 m   |
| Размах на крилата        | 29 m     | 29 m     | 29 m     |
| Височина                 | 9,02 m   | 9,02 m   | 9,02 m   |
| Диаметър на фюзелажа     | 2,9 m    | 2,9 m    | 2,9 m    |
| Брой места               |          |          |          |
| Екипаж                   | 4        | 3        | 3        |
| Максимален брой пътници  | 68       | 96       | 12       |
| 1-ва класа               | 8        | 8        | —        |
| Маса и товар             |          |          |          |
| Излетна маса             | 43 t     | 47,6 t   | 47 t     |
| Комерсиална маса         | 8,2 t    | 9 t      | —        |
| Маса при кацане          | 43 t     | 43 t     | 43 t     |
| Запас от гориво          | 14,4 t   | 13,2 t   | 16,5 t   |
| Летателни данни          |          |          |          |
| Крейсерска скорост       | 850 km/h | 880 km/h | 885 km/h |
| Далечина на полета       | 2100 km  | 2020 km  | 1890 km  |
| Таван на полета          | 12 100 m | 10 100 m | 11 900 m |
| Нужна дължина на пистата | 2400 m   | 2850 m   | 2400 m   |

## Катастрофи
По данни от началото на 2008 година, има катастрофирали 69 самолета Ту-134 от различни модификации.